# Edmond Willems
Edmond Joseph Guillaume Willems (Brussel, 21 januari 1831 - Wespelaar, 25 september 1895) was een Belgisch brouwer, burgemeester en senator voor de Katholieke Partij.

## Biografie

### Familie
Edmond Willems was een zoon van Xavier Willems, raadadviseur bij het Rekenhof, en Elisabeth Prévinaire. Hij trouwde met Mathilde Papin (1835-1902). Ze kregen twee dochters.
- Elise Willems (1855-1941), trouwde in 1873 in Wespelaar met burggraaf Adolphe de Spoelberch (1839-1913), provincieraadslid van Brabant. Ze kregen drie zoons en twee dochters, met afstammelingen tot heden.
- Amélie Willems (1859-1947), trouwde in 1881 in Wespelaar met baron Eugène de Mévius (1857-1936), provincieraadslid van Namen en senator. Ze kregen twee zoons en drie dochters, met afstammelingen tot heden.

Hij erfde het kasteeldomein van Wespelaar en de Brouwerij Artois van zijn tante Amélie Willems, die de weduwe was van Artois-erfgenaam Albert Marnef. Hij liet in 1882 het kasteel van zijn nonkel afbreken en liet een nieuw optrekken naar ontwerp van de architect Hendrik Beyaert.

### Loopbaan
Willems was bierbrouwer en eigenaar van de Brouwerij Artois en tevens gemeenteraadslid en burgemeester van Wespelaar. 
Vanaf 21 juli 1879 was hij katholiek senator ter vervanging van Jean-Marie de Man d'Attenrode en vervulde dit mandaat tot aan zijn overlijden. Hij werd opgevolgd door Léon Van den Bossche.